# إحسان حاتم
إحسان حاتم (5 يناير 1986) هي ملكة جمال مصر لعام 2007، ولدت إحسان لأب مصري، وأم أميركية.
توجت إحسان حاتم عام 2007 كملكة جمال مصر، وكان عمرها آنذاك يناهز ال 21 سنة.
وكانت لجنة التحكيم مكونة من مجموعة من الفنانين من أهمهم الفنانة السورية سلاف فواخرجي، وتم الحفل في مدينة الإنتاج الإعلامي المجاورة لمدينة السادس من أكتوبر، وأحاط الفندق حشود من الجماهير الذين ترقبوا النتائج. ومن الجمهور كان نجم ستار أكاديمي 2 محمد حرز الله وزيزي عادل ومحمد عطية كما كان الفنان تامر حسني من بين المدعوين للحفل.